# Álvaro Cámara
Álvaro Cámara Rey (Fuenlabrada, Comunidad de Madrid, España, 9 de julio de 1978) es un futbolista español. Actualmente juega en el CD Bercial 2009.

## Trayectoria
Cámara, formado en las categorías inferiores del Real Madrid donde llegó a jugar en juveniles, posteriormente pasó a las categorías inferiores del Getafe CF. Jugó en el Fuenlabrada B en Regional Preferente dos temporadas (1996/98). Dio el salto al primer equipo fuenlabreño en la temporada 1997/98 en Segunda B.
Se convirtió en uno de los principales jugadores del ascenso del Hércules CF a Segunda División (2004/05). En la promoción de ascenso, consiguió goles muy importantes y se puede afirmar que fue el jugador más valioso de esa promoción en el equipo alicantino.
Tras 3 temporadas en el club herculano, en la temporada 2006/07 fichó por el Albacete Balompié, club que le ofreció una importante ficha salarial. Una temporada después, el jugador consiguió desvincularse del conjunto manchego por motivos personales, para retornar al Hércules, donde el jugador ha logrado sus mejores momentos futbolísticos y es junto a Sergio Fernández una referencia para la afición blanquiazul. El Hércules lo fichó lesionado de gravedad a sabiendas de que no llegaría a recuperarse antes del inicio de la liga 2007/08; tras 6 meses de lesión, Cámara volvió a entrar en una convocatoria en noviembre de 2007.
En la temporada 2008/09 se sentó en el banquillo en 36 partidos, pero solo participó en 8 encuentros al ser el centrocampista del Hércules menos usado por detrás de Farinós, Abel Aguilar y Rodri Gimeno. En julio de 2009 fichó por el Granada.

## Clubes
| Club                  | País   | Periodo   | Liga PJ (G) | Copa PJ (G) |
| --------------------- | ------ | --------- | ----------- | ----------- |
| C. F. Fuenlabrada "B" | España | 1996-1997 |             |             |
| C. F. Fuenlabrada     | España | 1997-1998 | 18 (2)      |             |
| R. C. D. Mallorca "B" | España | 1998-1999 | 26          |             |
| R. C. D. Mallorca "B" | España | 1999-2000 | 34 (1)      |             |
| R. C. D. Mallorca "B" | España | 2000-2001 | 22          |             |
| Córdoba C. F.         | España | 2001-2002 | 2           |             |
| C. F. Extremadura     | España | 2002-2003 | 32 (2)      |             |
| C. F. Fuenlabrada     | España | 2003-2004 | 17 (2)      |             |
| Hércules C. F.        | España | 2003-2004 | 16 (2)      |             |
| Hércules C. F.        | España | 2004-2005 | 38 (6)      |             |
| Hércules C. F.        | España | 2005-2006 | 37 (2)      |             |
| Albacete Balompié     | España | 2006-2007 | 32 (1)      |             |
| Hércules C. F.        | España | 2007-2008 | 20 (1)      | 1 (1)       |
| Hércules C. F.        | España | 2008-2009 | 8 (1)       | 4 (0)       |
| Granada C. F.         | España | 2009-2010 | 31 (1)      |             |
| Real Murcia           | España | 2010-2011 | 18 (0)      |             |
| CD Leganés            | España | 2012-2013 |             |             |
| CD Bercial 2009       | España | 2014-2015 |             |             |

## Palmarés
- Subcampeón de Segunda División B (Grupo III) y ascenso a Segunda División con el Hércules CF (2004/05).

- Campeón de Segunda División B (Grupo IV) y ascenso a Segunda División con el Granada (2009/10).

- Campeón de Segunda División B (Grupo IV) y ascenso a Segunda División con el Real Murcia Club de Fútbol (2010//11).